# Parco naturale Monte Corno
Il parco naturale Monte Corno (Naturpark Trudner Horn in tedesco) è un'area naturale protetta in Alto Adige di 6.660,00 ha, delimitata a nord dal passo di San Lugano, a sud-est dalla val di Fiemme, a ovest dalla valle dell'Adige e a sud con il confine provinciale con il Trentino. Questo è l'unico dei parchi naturali provinciali che offre una flora ed una fauna ricche di specie, dato che il parco comprende anche la zona climatica submediterranea. È stato ampliato nel 2000.
La cima più alta è il monte Corno, che dà il nome al parco, e che raggiunge 1.817 m s.l.m.
Nel parco esistono alcune zone acquitrinose: il lago Bianco, il lago Nero e la Palù Longa.

## Geologia
Si può suddividere il parco in due zone geomorfologiche:
- la zona a ovest del monte Corno, che dà sulla valle dell'Adige, principalmente formata da rocce calcaree di dolomia;
- la zona a est del monte Corno invece, dove vi è una forte consistenza di porfido quarzifero di Bolzano.

## Comuni
Fanno parte del parco i territori dei comuni di Anterivo, Egna, Montagna, Salorno e Trodena.

## Centro visite
Il centro visite del parco ha sede a Trodena, ed è gestito dalla provincia autonoma di Bolzano. È sito in un vecchio mulino elettrico, precisamente in un edificio di tre piani, recentemente restaurato.